# Saulkrasti (novads)
Saulkrasti (łot.: Saulkrastu novads) – jeden z łotewskich novadsów, funkcjonujący od 2021.
W skład novadsu wchodzą: 
- miasto: Saulkrasti
- pagastsy: Saulkrasti, Sēja

## Historia
Novads powstało podczas reformy administracyjnej w 2021, z połączenia dotychczasowych novadsów: Saulkrasti i Sēja.